# Dewoitine D.27

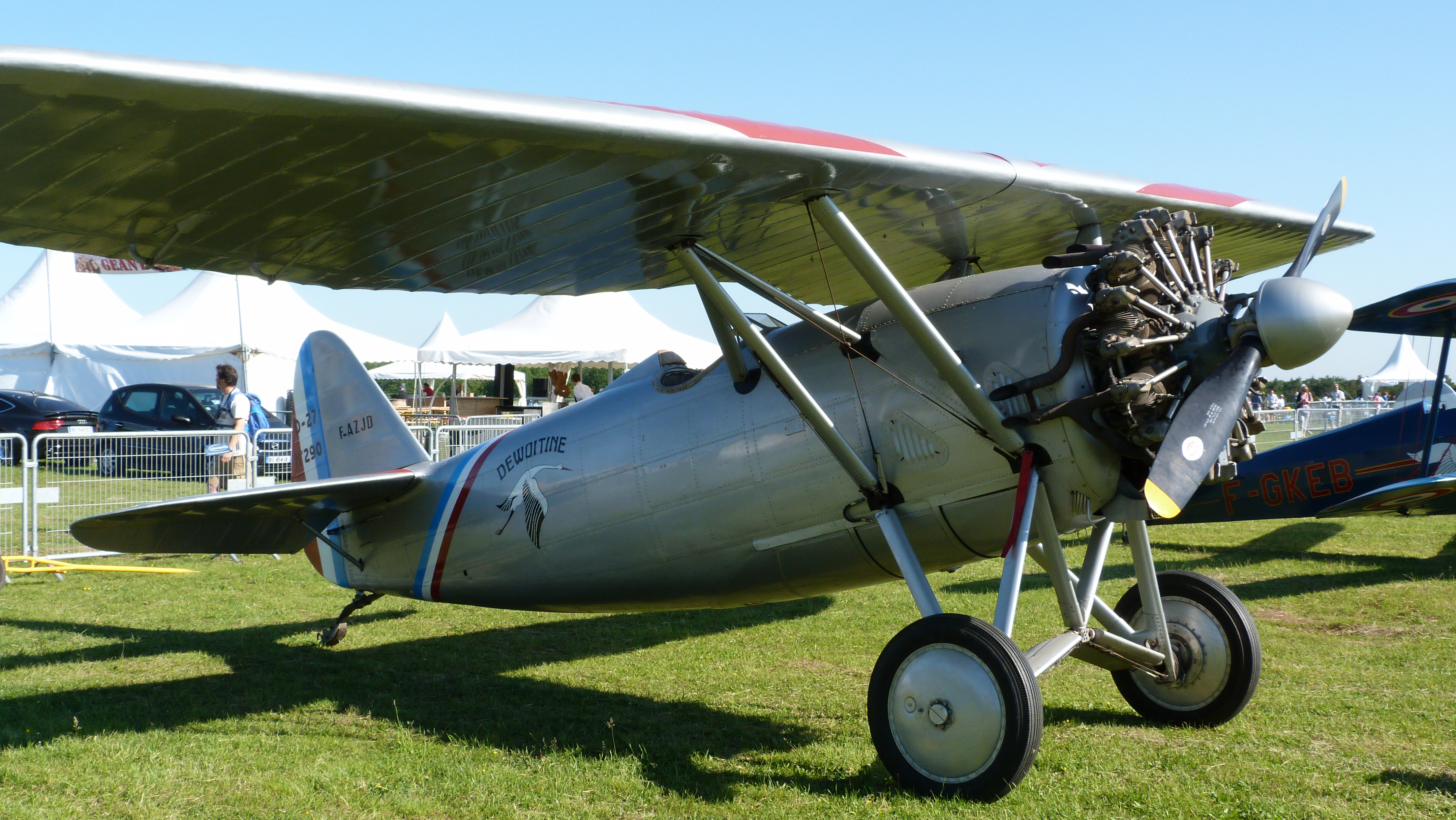

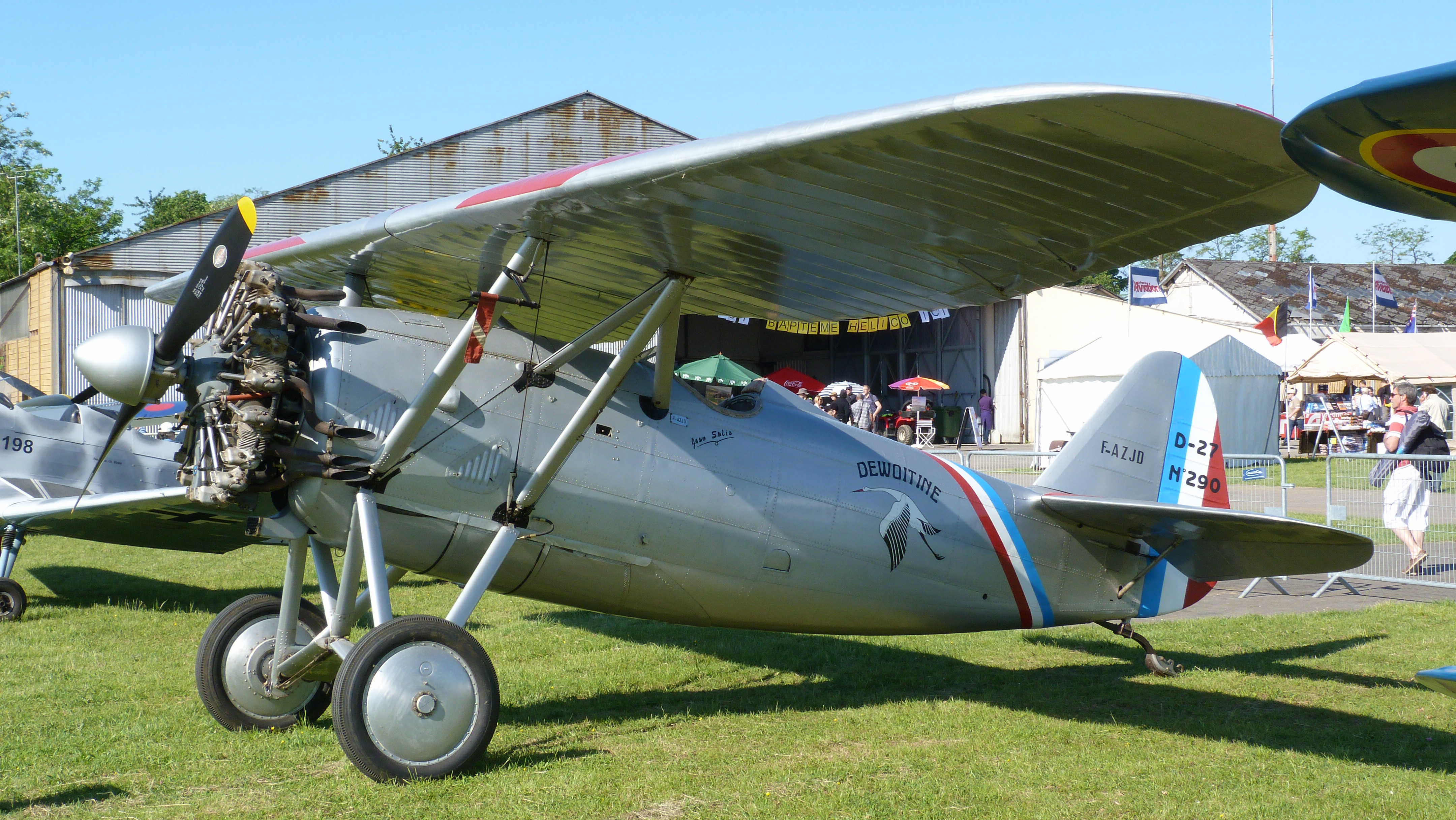
D.27

Dewoitine D.27 est un avion militaire de l'entre-deux-guerres.

## Description
Le D.27 est un chasseur monoplan de type parasol.

## Histoire
Dessiné par Émile Dewoitine pour répondre à un programme de chasseur léger français vers 1927 à l'époque ou les Constructions aéronautiques Émile Dewoitine font faillite la construction du prototype est transférée aux Ateliers fédéraux de construction (A+C) de Thoune. Le premier prototype est livré aux troupes d'aviation suisse en 1928 et comparé au Alfred Comte AC-1 qu'il domine en performances. Cet avion est détruit en été 1936 en tuant son pilote à la suite d'une vrille à plat.
La Société Aéronautique Française-Avions Dewoitine recréée en 1928 en France reprend la fabrication destinée à ce pays. Une pré-série de quatre avions en deux motorisations (Hispano 12 Hb et Gnome et Rhône Jupiter VI) est livrée mais ne fera pas l'objet de commandes.

## Suisse
En 1930, la Fabrique de locomotives et de machines de Winterthour se lançant dans la fabrication sous licence du moteur Hispano-Suiza HS-57 12 Mb les troupes d'aviation commandent une pré-série de cinq avions D.27 III qui sont livrés à l'été 1930 et utilisés comme chasseurs avant de passer dans les unités d'instruction en 1940 et d'être réformés en 1944.
Une série de quinze D.27 III est livrée en 1931 utilisés pour la chasse puis l'école à partir de 1939 et réformés en 1944. Ces avions sont modifiés avec des amortisseurs Messier et des freins de roue Palmer.
Une commande de quarante cinq nouveaux avions est livrée en 1932 et auront la même carrière que les autres à part le N° 265 sur lequel est testé un moteur plus puissant qui en fait un D.28 qui, difficile à maitriser au décollage est remis au standard D.27 III.
En 1932, quinze avions sont munis d'un moteur plus puissant (570 cv) pour améliorer leur capacité d'interception deviennent des D.27 III-R. Les moteurs plus fragiles rendaient en outre le pilotage trop pointu et les avions sont remis au standard moteur mais conservent des améliorations aérodynamiques,

## Engagement
Le Dewoitine  D.27 est utilisé pendant la Guerre d'Espagne par des volontaires français où il se montre capable de rivaliser avec le Fiat CR.32 italien.

## Utilisateurs
Espagne
- Forces aériennes de la République espagnole

 France
- Force maritime de l'aéronautique navale

 Roumanie
- Force aérienne royale roumaine

 Suisse
- Forces aériennes suisses

 Royaume de Yougoslavie
- Force aérienne royale yougoslave